# Cyclostremiscus verreauxii
Cyclostremiscus verreauxii is een slakkensoort uit de familie van de Tornidae. De wetenschappelijke naam van de soort is voor het eerst geldig gepubliceerd in 1857 door Fischer.